# Crepidomanes chevalieri
Crepidomanes chevalieri är en hinnbräkenväxtart som först beskrevs av Christ, och fick sitt nu gällande namn av Ebihara och Dubuisson. Crepidomanes chevalieri ingår i släktet Crepidomanes och familjen Hymenophyllaceae. Inga underarter finns listade.